# Riachuelo (film)
Pour les articles homonymes, voir Riachuelo.
Pour plus de détails, voir Fiche technique et Distribution.
Riachuelo est un film argentin réalisé par Luis Moglia Barth  et sorti en 1934. C'est le troisième film produit par la société de production Argentina Sono Film, et un des premiers films de l'âge d'or du cinéma en Argentine. Le succès commercial du film a contribué à la viabilité économique de Argentina Sono Film.

## Fiche technique
- Titre : Riachuelo
- Réalisation : Luis Moglia Barth
- Scénario : José Bustamante Balliban et Luis Moglia Barth
- Musique : Edgardo Donato et Máximo Orsi
- Photographie : Francis Boeniger
- Montage :
- Société de production : Argentina Sono Film
- Pays :  Argentine
- Genre : Comédie dramatique
- Durée : 81 minutes
- Date de sortie :
  - Buenos Aires : 4 juillet 1934

## Distribution
- Luis Sandrini : Berretín
- Maruja Pibernat (en)
- Alfredo Camiña
- Margarita Solá
- María Esther Gamas